# Sphinx eremitoides
Sphinx eremitoides är en fjärilsart som beskrevs av John Kern Strecker 1874. Sphinx eremitoides ingår i släktet Sphinx och familjen svärmare. Inga underarter finns listade i Catalogue of Life.